# 廣末涼子
廣末涼子（日语：／ Hirosue Ryōko，1980年7月18日—），日本女演員。個人事務所R.H代表董事社長。出身於高知縣高知市。她之前曾是一名偶像、歌手，並在1990年代後期引發了「廣末熱潮」，以其略帶男孩氣的雌雄同體形象席捲了寫真界。身高161cm。O型血。

## 來歷
廣末涼子畢業於高知市立大手前小學（已關校）、高知市立城北中學、品川女子學院高等學校。早稻田大學教育學院國語國文學系中退。
她比預產期早出生一個月，體重約2000g，出生時沒有呼吸，醫生就給她打了個巴掌，並對她的母親說「寶寶生命力旺盛，所以沒事的」。小時候，她會在家裡商店所在的拱廊溜輪滑鞋，並在河裡玩耍。
1992年10月，當她上小學6年級時，舉行了連接四國四縣的電視課程節目《1992年四國兒童電視高峰會》。廣末作為小學代表主持活動以及接受NHK記者採訪的片段（保存於NHK高知放送局）在《家族歷史》（2021年2月15日播出）中播出。據當時的班級導師介紹「在電視課程的彩排時，香川縣一所小學的學生要求我們再次在屏幕上展示這個可愛的女孩，所以即使對縣外的小孩子來說，她也一定很可愛」。
1993年4月，廣末進入高知市立城北中學就讀。她是田徑社的成員，並作為跳高選手在縣錦標賽中獲得第2名。阪神虎隊監督藤川球兒是她的國中同學。
她從小就立志從事演藝事業，在中學1年級時的作文集中寫道「15歲，我要以模特兒的身份出道，18歲，我要進入演藝圈，成為一名演員」，這個夢想終於實現了。

### 進入演藝圈後

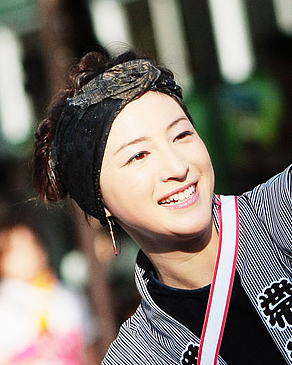
2010年

1994年
中學2年級的時候，她從雜誌上看到了廣告選拔，並在第1屆Clearasil「閃亮臉龐大賽」中獲得了大獎。
1995年
她在Clearasil廣告中首次亮相。6月12日，演出電視劇《心的複數》。
1996年
3月，從高知市立城北中學畢業。
4月，考入品川女子學院高等學校。上大學後，她從高知搬到了東京，開始和她的叔叔阿姨住在神奈川縣橫濱市。
她曾出演過許多廣告，但同年因出演NTT DOCOMO呼叫器廣告「廣末涼子開始使用傳呼機」而突然出名。
9月30日，她的第一本寫真集《H》、《R》同時發行。根據出版科學研究所的調查，截至2003年6月，該書成為最暢銷書，銷量達468,000冊（兩書合計）。她的第二本攝影集《No Make》於1998年出版，銷售量也達到26萬冊。
1997年
3月13日，由糸井重里策劃的《星際火狐64》廣告拍攝。聘請了多達150名年輕的搞笑藝人，拍攝從深夜一直持續到凌晨。
4月15日，發行由竹內瑪莉亞詞曲創作的歌曲《認真戀愛五秒前》作為歌手出道，銷量高達約60萬張。接著第二張單曲《好喜歡！》由岡本真夜詞曲創作，更獲得oricon單曲週榜第1名。
同年，粉絲俱樂部「RH Friendle」成立（2008年12月解散）。粉絲俱樂部通訊自1996年7月創刊以來，每年出版四期。
7月26日，於原將人執導的電影《20世紀的鄉愁》首次主演。她在電影中的出色表現為自己贏得了無數最佳新人獎。
12月31日，於第48屆NHK紅白歌合戰首次登台，並演唱「好喜歡！」。這是繼1980年的松田聖子、岩崎良美之後，17年來首次有女性偶像歌手在出道當年參加紅白。
1998年
10月10日，以《銀河的約定》在首次登上舞台
11月25日，她通過自薦入學考試，考入早稻田大學教育學院國語國文學系。
1999年
2月6日，在日本武道館、名古屋彩虹廳、大阪城展演廳3處舉辦了首場演唱會「RH DEBUT TOUR 1999」。
4月，她考入早稻田大學教育學院，但因3個月內未上學而受到批評（詳情請參閱早稻田大學廣末涼子入學醜聞）。3個月後，當她第一次回到學校時，超過100名新聞媒體業者聚集在一起，引起了一陣騷動。同年主演電影《祕密》。榮獲錫切斯加泰隆尼亞國際影展最佳女主角獎。同年也演出了電影《鐵道員》。
2002年
為了專心演藝事業，她在2月27日發行精選專輯《廣末涼子Perfect Collection》後將暫停音樂活動。
2003年
10月6日，她從早稻田大學退學，理由是她希望「專注於演藝事業」。
12月15日，她在東京一家酒店舉行記者會，宣布與模特兒岡澤高宏結婚並懷孕。12月17日，於Yahoo！聊天活動結束後，她將開始休產假。
2004年
4月，長子誕生。
2005年
7月4日，回歸演藝圈，出演富士電視台週一晚間9點連續劇《愛情慢舞》。7月15日，與橫綱朝青龍一同被任命為「高知縣觀光親善大使」。
2006年
11月1日，出席ACC廣告音樂節頒獎典禮。她出演的資生堂「TSUBAKI」廣告榮獲演技獎。
2008年
3月13日，她宣布與岡澤離婚。廣末擁有長子的監護權。
9月2日，其主演的電影《送行者：禮儀師的樂章》榮獲第32屆蒙特婁世界電影節大獎。
2009年
2月23日（日本時間），在美國好萊塢柯達劇院舉行的第81屆奧斯卡金像獎頒獎典禮上，《送行者：禮儀師的樂章》成為首部榮獲最佳外語片獎的日本電影。廣末也出席了頒獎典禮，與導演瀧田洋二郎、聯合主演本木雅弘、余貴美子等人一起登台。
2010年
1月3日，演出NHK大河劇《龍馬傳》。
10月9日，她宣布與蠟燭藝術家CANDLE JUNE再婚。
2011年
3月22日，宣布次子出生。
9月，與牧瀨里穗、戶田惠梨香、溝端淳平、剛力彩芽一同榮獲「The Best of Beauty 2011」獎。
2013年
6月4日，她被選為高知縣形象代言人，並開始透過「高知家」活動（高知縣振興活動的名稱）做宣傳。
2015年
7月17日，宣布小女兒出生。因此，她辭去了原定演出的NHK大河劇《花燃》。
2016年
10月，獲得第29屆日本眼鏡最佳穿搭獎演藝界部門（女性）。
2017年
將出演5月29日播出的富士電視台《貴族偵探》（第7話），這是她10年後首次出演週一晚間9點的電視劇。
2021年
2月5日，她再次與詞曲創作出道單曲的竹內瑪莉亞合作，在YouTube上發布新歌「你的笑容」。動畫PV是為了送給在新冠病毒大流行期間生活在恐懼中的人們所製作。該歌曲於2020年12月至2021年1月在NHK《大家的歌》上播出。
3月24日，她以「難以調整日程」為由，拒絕擔任2020年東京奧運火炬手。
2022年
5月6日，獲頒由日本母親協會主辦的第14屆最佳母親獎演藝部門。
6月14日，宣布將出演永野芽郁主演的電視劇《騎上獨角獸》（TBS系列）飾演羽田早智一角。
2023年
6月7日，《週刊文春》報道了她與主廚鳥羽周作的緋聞，但在接受文春採訪時，她否認了這些指控。
6月14日，她在本身工作人員的Instagram上承認事實並道歉。同一天，其所屬公司FLaMme宣布，廣末將無限期活動休止。受此報導影響，她的新片開拍被推遲，與她簽約的所有4家公司的廣告均被取消，她的隨筆的連載被暫停後取消，她被迫退出《東京電視台音樂祭2023年夏季》，她拒絕出席《LEE》雜誌的創刊40週年紀念活動。
7月23日，她宣布與CANDLE JUNE離婚。
2024年
2月16日，她宣布將離開合作了26年的藝人經紀公司FLaMme，轉而獨立發展。建立新的個人事務所R.H，並擔任社長。
9月，以客座歌手身分參與Night Tempo專輯《Connection》。
2025年
4月7日晚間，她在靜岡縣掛川市新東名高速公路行駛時，與一輛拖車相撞。隨後，她被送往靜岡縣島田市的一家醫院，8日凌晨，她踹傷一名女性護理師並抓傷其手臂，因涉嫌傷害罪被捕。針對此事，廣末宣布將暫停演藝活動。此外，已經宣布（截至4月8日）的朗讀劇《小王子》也被取消。被捕後，廣末的官方網站發表聲明稱「她駕駛的汽車發生事故，被送往醫院後一時慌亂，導致醫護人員受傷」。她向受害者表示最深切的歉意。10日，靜岡縣警察以涉嫌危險駕駛致人受傷為由，對廣末位於東京都世田谷區的住所進行了搜索，並於當天決定拘留廣末。16日，她從濱松西警察署被釋放，等待進一步行動。據消息人士透露，已與受害者達成和解，而且看起來檢察院根據案件情況和和解協議做出了這一決定。
5月2日，其事務所官方網站更新消息宣布，她被診斷出患有「雙相障礙和甲狀腺功能亢進症」，並宣布將暫時停止演藝活動，並表示「廣末將暫時中斷所有演藝活動，專心於身心的恢復」。

## 人物
- 由於短髮和活潑的性格，她從小就經常被誤認為是男孩，當她在初中時表達了成為演員的夢想時，周圍的人告訴她「如果你想成為演員，你應該去吉本（興業）」[56]。
- 她不使用任何社交媒體網站，例如部落格或Twitter。理由是她擔心如果透露太多真實生活，會影響演員的工作[57]，如果她自己發出一些照片，可能會引起一些不同的看法[58]。另外，當她是偶像歌手時，她出現在綜藝節目中，以宣傳新歌，但是由於她專注於成為一名女演員，因此她並沒有參加許多綜藝節目。她於2017年12月30日上《彩虹色的JEAN（日语：にじいろジーン）》時承認，兒子曾對她說「媽媽，你太自大了」「你最好小心，因為人們會用不同的方式來解讀你」[59]。然而，2022年2月，她在有限的時間內開了Instagram，這是將於同年4月14日發行的促銷論文書的帳戶[60]。
- 自2020年代她40多歲以來，她是3個孩子的母親，作為媽媽和一個美魔女並且越來越多地接觸到媒體，以至於她被稱為「再突破[原文 2]」[61][62]。她年輕的時候，她一直不想繼續擔任演員，直到她40多歲，她說「我絕對不想被告知諸如『那個人已經成為一名老太太吧』或『惡化了吧』之類的事情，另一方面，現在她說「相反地，我覺得自己30多歲的許多角色都可以肯定，只能透過日積月累而創造表演和情感」「如果我現在這樣考慮，我敢肯定，我會看到50多歲或60多歲對我來說完全看不見的視野」[63]。
- 廣末在獲得第96屆電影旬報十大女配角獎時表示「（由於新冠疫情持續蔓延）有一段時間，我懷疑自己是否真的需要從事演員這個職業」「我再次收到了一個沉甸甸的、有重量的獎盃，這讓我感覺自己沒有做錯。我相信電影能給人勇氣和力量，只要我還活著，我就會想一直當演員」[64]。
- 草彅剛的忠實粉絲，經常觀看他的電影和電視劇。在兩人共同出演《SMAP×SMAP》時，她對草彅剛說「我看過草彅的所有電影」「我喜歡他」[65]。
- 20歲左右，當她作為偶像人氣達到巔峰時，她後來在脫口秀節目《佐和子的清晨（日语：サワコの朝）》中承認「我喜歡觀察這個世界，但我沒有時間這樣做。我只是在產出，沒有收穫，我開始擔心自己是否在成長。當我有機會在法國工作時，我真正感受到了日本演藝圈的矛盾，在我看來，那似乎是一個骯髒的世界」「我怎樣才能辭職而不傷害別人呢？」並因而胖了15公斤[66]。不過，由於她原本的體重是37kg，所以雖然她現在的體重是52kg，根據她的BMI來看，也算是正常體重。網路上的反應包括「廣末的體重突然增加就是我的體重突然下降」、「她的最大體重幾乎與我現在的體重相同」以及「我不知道我的減肥目標是什麼了」[67]。
- 2022年6月13日，她上《可以幫你算命嗎？（日语：突然ですが占ってもいいですか?）》（富士電視台系列）時，她回憶了2006年（當時26歲）和2007年（當時27歲）人生中最糟糕的幾年，說道「2006年、2007年可能是我人生中最糟糕的幾年，而我總是往高處走」「我認為我也過著美好的生活。如果我的運動神經也不好，我就會落後。但我不是那種會擔心或沮喪的人，所以我決定只學習並儘量避免這種情況」「（我無法說出任何具體事件）但生活中總有起有落。有時不再相信曾經相信的事情」[68]。
- 喜歡肉和魚[69]。
- 在早稻田大學就讀時，她與小島義雄（日语：小島よしお）是同一系的。自那時以來一直以坦率的態度與她進行喜劇活動的小島彷彿不知道廣末已經成名，並邀請廣末參加喜劇現場表演。值得一提的是，截至2022年，不僅是小島，而且廣末還記得這一點[70]。

## 家人、親戚
廣末家
- 高祖父、常三郎（日语：広末常三郎 (1864年生の実業家)）（1864年—1924年[71]，硬件和度量衡經銷商、土佐度量衡合夥公司代表[71]） —他是西山寅三郎的第三個兒子，1893年被高知縣安芸郡田野町的農民廣末三五郎收養，並開設了五金店廣末常三郎商店[72]。位址於高知市種崎町[73]（現高知市播磨屋町）。
- 曾祖父、靜一（1893年—？，廣末五金店、高知百貨公司社長）[74]—位址於高知市帶屋町（日语：帯屋町 (高知市)）1丁目[74]。
- 祖父、隆久（1927年—？，廣末五金店社長）[75]
- 父
- 母：她的母親是三個兄弟姊妹中最年輕的一個，她的長子和女兒住在橫濱[76]。在橫濱的一所職業學校就讀期間，她在橫濱站遇到了廣末的父親，兩人開始約會並於1979年結婚[72]。
- 一個妹妹

親戚
- 曾祖父、靜一的哥哥，廣末常三郎（日语：広末常三郎）（高知縣納稅大戶、五金商）[77]
- 曾祖父、靜一的姊夫的父親，櫻木嘉右衛門（日语：桜木嘉右衛門）（酒造業、貴族院多額納稅者議員）
- 伯父、廣末幸彥（廣末五金店社長、高知縣商店街振興協會會長[78]、高知市商店街振興協會會長）
- 表哥、三村和也（日语：三村和也）（前眾議院議員）：當時就讀東京大學的三村是廣末的家庭教師[79]。
- 母親的哥哥（舅舅）：在神奈川縣橫濱市戶塚區平戶町（日语：平戸町 (横浜市)）經營一家餐廳「Little Mou[80]」[76]。廣末曾在一個電視節目中介紹過她舅舅的餐廳，她在節目中介紹的四川風味義大利麵，後來成了這家餐廳的招牌菜[76][81]。

## 獲獎紀錄
- 1996年
  - 第10屆日劇學院獎 新人演員獎（《將太的壽司》）[82]
- 1997年
  - 第21屆日本電影學院獎 新人演員獎（《極速追殺令》）[83]
  - 第14屆日劇學院獎 最佳女配角獎（《海灘男孩》）[84]
  - 第35屆金箭獎（日语：ゴールデン・アロー賞） 最優秀新人獎
  - 第52屆每日電影獎 Sponichi Grand Prix 新人獎（《20世紀的鄉愁（日语：20世紀ノスタルジア）》）
  - 第19屆橫濱電影節 最優秀新人獎
  - 第23屆大阪電影節 最優秀新人獎
  - 第2屆日本網絡電影大獎 新人獎（《20世紀的鄉愁》）

- 1999年
  - 第33屆錫切斯電影節 最佳女主角獎（《祕密》）
  - 第23屆日本電影學院獎
    - 最佳女主角獎（《祕密》）
    - 最佳女配角獎（《鐵道員》）

  - 第12屆日刊體育電影大獎石原裕次郎獎 新人獎
  - 第9屆日本電影影評人大獎新人獎
  - 第23屆山路文子電影獎 新人女演員獎[85]
  - 第4屆日本網絡電影大獎 女主角獎（《祕密》）
- 2000年
  - 第26屆日劇學院獎 最佳女配角獎（《夏之雪（日语：Summer Snow (テレビドラマ)）》）[86]
  - 第27屆日劇學院獎 最佳女配角獎（《頑固老爹（日语：オヤジぃ。）》）[87]
- 2003年
  - 第38屆日劇學院獎 最佳女配角獎（《前男友（日语：元カレ）》）[88]
- 2004年
  - 第41屆金箭獎 演劇獎
- 2008年
  - 第30屆橫濱電影節 女配角獎（《送行者：禮儀師的樂章》）
  - 第32屆日本電影學院獎 最佳女主角獎（《送行者：禮儀師的樂章》）[89]
- 2009年
  - 第33屆日本電影學院獎 最佳女主角獎（《零的焦點（日语：ゼロの焦点）》）[90]
- 2012年
  - 第55屆藍絲帶獎最佳女配角獎（《落KEY人生》）[91]
  - 第17屆日本網絡電影大獎 女配角獎（《落KEY人生》）
  - 第36屆日本電影學院獎 最佳女配角獎（《落KEY人生》）[92]
- 2014年
  - 第27屆日刊體育電影大獎、石原裕次郎獎 女配角獎（《柘榴坂的復仇》、《人生最後的那幾件事（日语：想いのこし）》）
- 2015年
  - 第35屆夏威夷國際電影節 職業功勞獎[93][94]
- 2019年
  - 第45屆放送文化基金獎（日语：放送文化基金#第45回（2018年度）） 節目部門演技獎（《脫衣舞孃物語（日语：ストリッパー物語）》）[95]
- 2022年
  - 第96屆電影旬報 女配角獎（《愛情失格（日语：あちらにいる鬼）》、《巴斯克維爾的獵犬 夏洛克劇場版》、《信用詐欺師JP -英雄篇-》）[96]
  - 第14屆最佳母親獎（日语：ベストマザー賞） 演藝部門[34]
  - 第39屆最佳牛仔褲時尚名人 協議會選出部門（日语：ベストジーニスト）[97]

## 演出

### 電視劇
NHK
- 大河劇
  - 武藏MUSASHI（2003年8月）—飾 阿菊
  - 龍馬傳（2010年1月3日—11月28日）—飾 平井加尾（日语：平井加尾）
- 聖女（2014年8月19日—10月7日）—主演：—飾 肘井基子（緒澤瑪利亞）[98]
- 朗讀電視劇「Real Princess」第1回「睡美人」（2020年8月21日）[99]
- Ending Cut（日语：エンディングカット）（2022年3月19日）—飾 迫田七海
- 連續電視小說 爛漫（2023年4月3日—7日、6月30日）—飾 槙野久[100]
- 葛麗絲的導航履歷（2023年3月19日—5月7日，NHK BS4K、BS Premium）—飾 伊川草織[101]

日本電視台
- 白色之戀 完結篇SP（1997年4月2日）—飾 濱野沙織
- 世紀末之詩（日语：世紀末の詩）「第1話」（1998年10月14日）—飾 小川菫
- 意外發現的奇跡（日语：セレンディップの奇跡）（2007年3月12日）—飾 天使（導航）
- 康子與健兒（2008年7月12日—9月20日）—飾 椿惠理香
- 24小時電視「美穗的小酒窩（日语：みぽりんのえくぼ）」（2010年8月28日）—主演：飾 岡崎理子
- 嬌妻出沒注意（2017年10月—12月）—飾 大原優里[102]
- 黑色日本 -刑警Y的反叛-（日语：ニッポンノワール-刑事Yの反乱-）（2019年10月—12月）—飾 碓冰薰[103]
- 騙不了人的男人（2022年3月26日）—飾 大森詩子[104]

朝日電視台
- 凝視愛與死（日语：愛と死をみつめて）（2006年3月18日、19日）—飾 大島美智子（Miko）
- 還有第11人！（2011年10月21日）—飾 真田惠美（第2代維多利亞蘭子）
- 朝日電視台開台55週年記念「黑澤明特別電視劇 野良犬」（2013年1月19日）—飾 遊佐亞紀
- 劫持白銀（2014年8月2日）—飾 藤崎繪留
- 松本清張電視劇特集 買地方報的女人 ～作家杉本隆治的推理（日语：地方紙を買う女#2016年版）（2016年3月12日）—飾 潮田芳子[105]
- 我和尾巴與神樂坂（2018年10月—12月）—飾 加瀨常盤[106]
- 櫻之塔（2021年4月15日—6月10日）—飾 水樹爽[107]

TBS
- 聖者的行進（1998年1月9日—3月27日）—飾 土屋愛麗絲
- 奇蹟的大逆轉！（2000年4月7日）—主演：飾 高澤由季
- 夏之雪（日语：Summer Snow (テレビドラマ)）（2000年7月7日—9月15日）—飾 片瀨雪
- 東芝週日劇場「頑固老爹（日语：オヤジぃ。）」（2000年10月8日—12月17日）—飾 神崎鈴
- 不需要愛情的夏天（2002年7月12日—9月13日）—飾 鷹園亞子
- 老爸（日语：おとうさん (テレビドラマ)）（2002年10月13日—12月22日，週日劇場）—飾 進藤真琴
- 前男友（日语：元カレ）（2003年7月6日—9月14日）—飾 佐伯真琴
- 長婚之路（日语：ロング・ウェディングロード!〜東京VS大阪ワケアリ婚物語）（2007年7月30日）—主演：飾 西宮靜香／東澄香
- 腦科學先生「第1話」（2009年5月23日）—飾 女子
- 無間雙龍 ～這份愛才是正義（2015年1月16日—3月20日）—飾 柏葉結子
- 擁有神之舌的男人（2016年7月8日—9月9日）—飾 雅[108]
- 騎上獨角獸（2022年7月5日—9月6日）—飾 羽田早智[109]

東京電視台
- 永遠的0（2015年2月11日、14日—15日，東京電視台開台50週年紀念）—飾 佐伯慶子
- 東京傷情故事（日语：東京センチメンタル） 最終話（2016年4月8日）—飾 宮永千佳[110]
- 湊佳苗懸疑《望鄉（日语：望郷 (湊かなえの小説)）》「橘子花」（2016年9月28日）—主演：飾 富田美里[111]
- 沒用的爸爸，成為英雄！ ～崖邊的！人情廣告人奮鬥記～（日语：ユニバーサル広告社シリーズ#テレビドラマ）（2016年12月29日）—飾 石原幸子[112]

富士電視台
- 心的複數（日语：ハートにS）（第10回）（1995年6月12日）
- 沙粧妙子 -最後的事件-（日语：沙粧妙子-最後の事件-）（1995年7月12日—9月20日）—飾 早瀨直美
- 週四怪談（日语：木曜の怪談）（1996年1月18日—3月14日）—主演：飾 河合望美
- 將太的壽司（1996年4月19日—9月20日）—飾 關口美春
- 長假（1996年4月15日—6月24日）—飾 齊藤貴子
- 是誰造成今日的我（日语：こんな私に誰がした）（1996年10月15日—12月17日）—飾 山下茜
- 我為我生存（日语：僕が僕であるために (テレビドラマ)）（1997年1月3日）—飾 成瀨彌子
- 如何解愛情方程式「單戀」（1997年2月15日）
- 週四怪談'97 惡靈學園（日语：木曜の怪談#木曜の怪談'97）（1997年5月1日—22日）—主演：飾 連香寺茜
- 海灘男孩（1997年7月7日—9月22日）—飾 和泉真琴
  - 海灘男孩 特別篇（1998年1月3日）
- 世界奇妙物語（1997年—）
  - 秋季特別篇 病毒（1997年10月6日）—主演：飾 泉
  - SMAP特別篇 成人考試（2001年1月1日）—她
  - 秋季特別篇 鏡子小姐（2006年10月2日）—主演：飾 森澤泉
  - 20週年秋之特別篇 ～人氣作家競演篇～「燔祭（日语：クロスファイア (小説)）」（2010年10月4日）—主演：飾 青木淳子
- 大搜查線 歲末特別警戒篇（日语：踊る大捜査線 歳末特別警戒スペシャル）（1997年12月30日）—飾 不良少女
- 親愛的爸爸（日语：世界で一番パパが好き）（1998年7月8日—9月23日）—飾 仲町民
- 唇膏（日语：リップスティック (テレビドラマ)）（1999年4月12日—6月28日）—飾 早川藍
- 一夜夫妻要結婚（2001年7月2日—9月10日）—主演：飾 小谷千代
- 巴別（2002年5月29日，BS富士）—飾 母親
- SMAP×SMAP特別篇（關西電視台）
  - 草彅剛SP 愛的劇場與愛之歌（日语：チョナン・カン#関連番組）「Mia ne yo ～對不起～」（2002年4月29日）
  - That's Japanese Entertainment「重振日本電影的黃金時代」（2008年5月5日）—主演：飾 女性記者
- 逝去的約定（日语：失われた約束）（2003年9月16日）—飾 篠原綾子
- 愛情慢舞（日语：スローダンス）（2005年7月4日—9月12日）—飾 小池實乃
- 週五娛樂（日语：金曜エンタテイメント）「我可以活下去嗎…？ ～開著向日葵的家～」（2006年3月3日）—主演：飾 河野真希
- 週六PREMIUM（日语：土曜プレミアム）
  - 東京鐵塔 ～老媽和我，有時還有老爸～（2006年11月18日）—飾 成田真沙美
  - 遙遠的約定（日语：遙かなる約束）（2006年11月25日）—飾 牧瀬杏子（導航）
  - 媽媽料理的理由（日语：ママが料理をつくる理由）（2007年3月3日）—主演：飾 間中環
  - 告訴你如何找到夢想！（日语：夢の見つけ方教えたる!）（2008年3月8日）—飾 松尾美彌子
  - 信用詐欺師JP 運勢篇（2019年5月18日）—飾 韮山波子
- 週五Prestige（日语：金曜プレステージ）「奇蹟的動物園2007 ～旭山動物園物語～（日语：奇跡の動物園〜旭山動物園物語〜）」（2007年5月11日）—飾 德永志織
- 破案天才伽利略「第3話」（2007年10月29日）—飾 神崎彌生
- 三角效應（2009年1月6日—3月17日，關西電視台）—飾 葛城幸
- 東野圭吾推理劇場 第9話「結婚報告」（2012年9月6日）—主演：飾 飯田智美
- 王牌大律師 特別篇（2013年4月13日）—飾 別府敏子
  - 王牌大律師 第4話（2013年10月30日）
  - 王牌大律師 第8話（2013年11月27日）
- 來自星星的他（2013年7月—9月，關西電視台）—主演：飾 宇野佐和子
- 年輕人們2014 第4話（2014年7月30日）—飾 吉川瑞貴
- 新春特別電視劇「大使閣下的料理人」（2015年1月3日）—飾 大澤瞳
- 直美與加奈子（2016年1月—3月）—主演：飾 小田直美[113]
- 陰錯陽差的女演員們 -2016-（日语：かもしれない女優たち）（2016年10月10日）—主演：飾 廣末涼子
- 貴族偵探 第7話（2017年5月29日）—飾 都倉光惠[114]

WOWOW
- 沒有鑰匙的夢「君本家的綁票」（2013年9月29日）—主演：飾 君本良枝
- 稻垣家的喪主（2017年3月18日）—飾 杏子[115]
- 連續電視劇W 特回 ～不良債權特別回收部～（日语：トッカイ バブルの怪人を追いつめた男たち）（2021年1月17日—4月4日，WOWOW Prime）—飾 多村玲[116]

### 電影
- 20世紀的鄉愁（日语：20世紀ノスタルジア）（1997年7月26日公開，大映）—主演：飾 遠山杏（ポウセ）
- 鐵道員（1999年6月5日，東映）—飾 佐藤雪子（高中時期）
- 祕密（1999年）—主演：飾 杉田藻奈美／直子
- 嘈雜下北澤（日语：ざわざわ下北沢）（2000年）—出場1次
- 極速追殺令（2001年10月31日（法國）、2002年2月2日（日本））—主演：飾 由美
- Jam Films（日语：Jam Films）「ARITA」（2002年12月28日）—主演：飾 野崎鞠子
- 戀愛寫真 Collage of our Life（2003年6月14日，松竹）—主演：飾 里中靜流
- 花與愛麗絲（2004年3月13日）—飾 現場編輯[e]
- 情人鑰匙（日语：Presents (小説)）（2006年）—主演：飾 由加里
- 超時空泡泡機（日语：バブルへGO!! タイムマシンはドラム式）（2007年2月10日，東寶）—主演：飾 田中真弓
- 小DJ的戀愛物語（2007年12月15日，Desperado）—飾 海乃環
- 小貓之淚（日语：子猫の涙）（2007年，TORNADO FILM）—飾 裕子
- 送行者：禮儀師的樂章（2008年9月13日（日本），松竹）—女主角：飾 小林美香[f]
- 和多羅去旅行MOVIE（日语：トロと旅するTHE MOVIE）（2009年4月15日，富士電視台、Pony Canyon）—飾 本人（集錦）
- 大盜五右衛門（2009年5月1日，松竹、華納）—女主角：飾 茶茶
- 維榮之妻：櫻桃與蒲公英（2009年10月10日，東寶）—飾 秋子
- 零的焦點（日语：ゼロの焦点）（2009年11月14日，東寶）—主演：飾 鵜原禎子
- 花戀物語：新世紀佳人（日语：FLOWERS -フラワーズ-）（2010年6月12日，東寶）—女主角：飾 佳
- LOVE 雅夫Go！（2012年6月23日，松竹）—女主角：飾 須永里美
- 落KEY人生（2012年9月15日，KLOCKWORX（日语：クロックワークス））—女主角：飾 水嶋香苗
- 櫻花，重逢的加奈子（日语：ふたたびの加奈子）（2013年4月6日，Showgate（日语：博報堂DYミュージック&ピクチャーズ））—主演：飾 桐原容子
- 柘榴坂的復仇（2014年9月20日，松竹）—女主角：飾 志村節
- 人生最後的那幾件事（日语：想いのこし）（2014年11月22日，東映）—女主角：飾 笠原優子
- 小花的味噌湯（日语：はなちゃんのみそ汁）（2015年12月19日，東京Theatres（日语：東京テアトル））—主演：飾 安武千惠
- 乒乓少女大逆襲（2017年10月21日，東寶）—飾 吉岡彌生
- 愛情三十六劑（日语：ラブ×ドック）（2018年5月11日，Asmik Ace（日语：アスミック・エース））—飾 冬木玲子
- 退而不休（2018年6月9日，東映）—飾 濱田久里[117]
- 謊話連篇2（日语：嘘八百#嘘八百 京町ロワイヤル）（2020年1月31日，東寶）—飾 橘志野
- 一步一步的愛（日语：ステップ (小説)）（2020年7月17日，avex pictures（日语：エイベックス・ピクチャーズ））—飾 齋藤奈奈惠
- 信用詐欺師JP（東寶）—飾 韮山波子
  - 信用詐欺師JP -公主篇-（2020年7月23日）
  - 信用詐欺師JP -英雄篇-（2022年1月14日）[118]
- 巴斯克維爾的獵犬 夏洛克劇場版（2022年6月17日，東寶）—飾 富樂朗子[119]
- 愛情失格（日语：あちらにいる鬼）（2022年11月11日，Happinet Phantom Studios）—飾 白木笙子[120]
- 走到盡頭（日语：最後まで行く）（2023年5月19日，東寶）—飾 工藤美沙子[121]

### 舞台
- 銀河的約定（1998年） —飾 田中里真
- 四谷怪談（2001年）—飾 阿袖
- 幕末純情傳（日语：幕末純情伝）（2003年）—飾 沖田總司
- 飛龍傳（2003年）—飾 神林美智子
- 劇場無劇本演出（日语：鶴瓶のスジナシ!）東京公演（2006年）—第3天嘉賓
- KILL（日语：キル）（2008年） —飾 絲綢
- （2012年）—飾 柳原松代
- （2018年）—飾 許廣平[122]

### 電視動畫
- 名偵探柯南 江戶川柯南失蹤事件 ～史上最糟糕的兩天～（2014年，讀賣電視台）—飾 水嶋香苗[123]

### 電影動畫
- 胡桃鉗（日语：くるみ割り人形）（2014年）—飾 穆斯林克斯夫人

### 海外動畫
- Q比娃娃（日语：ローズオニールキューピー）（2009年，WOWOW）—旁白

### 網路節目
- 廣末麵包店[124]（2007年9月7日[125]—2008年2月22日[126]，全24回[126]，FREAK TV[124][126]）

### 廣播節目
- 廣末涼子的努力之夜（日语：広末涼子のがんばらナイト）（TOKYO FM、JFN系列）
  - 1996年4月—2000年3月：每週三 23時25分—23時55分
- 廣末涼子的RH愛無限（日语：広末涼子のRHラブ・アンリミテッド）（TOKYO FM、JFN系列）
  - 2000年4月—2001年3月：每週五 22時30分—22時55分
  - 2001年4月—2001年9月：每週一 25時—25時30分

廣播劇
- 廣播劇「脫衣舞孃物語（日语：ストリッパー物語）」（2018年6月11日，日本放送）—飾 明美[127]
- FM劇場（日语：FMシアター）「Ending Cut（日语：エンディングカット）」（2019年2月2日，NHK-FM）[128]

### MV
- MAY（日语：MAY (歌手)）
- 桑田佳祐（2016年）—飾 秀子[129]

### 綜藝節目
- 第48屆NHK紅白歌合戰（日语：第48回NHK紅白歌合戦）（1997年12月31日，NHK）[g]
- 24小時電視 「愛心救地球」21（1998年8月22日、23日，日本電視台）[h]
- 黃金熱門歌曲（日语：歌のゴールデンヒット）（2018年2月12日，TBS）[i]
- The 共通Ten！（日语：ザ・共通テン!）（2025年3月28日，富士電視台）

### 紀錄片
- 生命的迴響（日语：いのちの響）（TBS）
- 四國特集「龍馬 穿越時空」～傳送，龍馬傳～（2010年2月5日，NHK）—在四國地區播出
- 愛上龍馬的女人們 ～女英雄們的龍馬傳～（2010年3月6日，NHK）
- 吉卜力 創作的秘密 ～宮崎駿與新人導演 葛藤的400日～（2010年8月10日，NHK）—導航

### 旁白
- 鬧鐘電視「學校導航」（2008年9月29日—2009年3月28日，富士電視台）
- DOWN TOWN之不能給小孩的工作！（日语：ダウンタウンのガキの使いやあらへんで!）「小孩的使者畢業 再見山崎邦正」（2012年4月1日，日本電視台）[131]

### MC
- 東京電視台音樂祭2019！5小時現場直播！100首最讓你想唱的熱門歌曲！（2019年6月26日，東京電視台）[132]

### 廣告
- P&G「Clearasil」（洗面乳，1995年）
- 固力果乳業（日语：グリコ乳業）（食品，1995年）
- 明治製
  - 「、 等」（菓子，1996年）
  - （菓子，2008年）
  - （子，2009年）
  - （子，2009年）
  - （子，2010年）
  - 「、」（子，2010年）
- NTT DOCOMO「呼叫器、i-mode 等」（通訊，1996年—2001年、2012年—）
- ASCII「德比駿馬96（日语：ダービースタリオン）」（遊戲，1996年）
- HONDA「LiveDio」（輕型機車，1997年）
- 任天堂「星際火狐64 等」（遊戲，1997年）
- 味之素「、HOT！1 等」（食品，1996年—1999年）
- 朝日飲料「三矢蘇打、Teao」（飲料，1997年）
- 櫻花銀行（金融，1998年）
- 資生堂
  - 「Proudia（日语：資生堂・プラウディア）」（化粧品，1999年）
  - 「超溫和洗髮乳」（洗髮乳，2000年）
  - 「TSUBAKI」（化粧品，2006年—）
  - 「資生堂2008年夏季活動」（2008年）
  - 「ELIXIR WHITE」（2010年—）
- （服飾，1999年）
- 麒麟啤酒
  - 「麒麟拉格啤酒」（酒精飲料，2000年）
  - 「本麒麟」（酒精飲料，2023年5月—2023年6月）
- PROTO CORPORATION（日语：プロトコーポレーション）「Goo」（中古車情報，2000年）
- 玉之井醋（日语：タマノイ酢）（飲料，2000年）
- 日清食品「日清U.F.O炒麵」（食品，2001年）
- 森永乳業（冰菓，2001年）
- 艾尼克斯「勇者鬥惡龍 怪獸仙境2 馬魯達的不可思議鑰匙」（遊戲，2001年）
- PADI（日语：PADI）（潛水指導，2001年）
- 日本道路公團「ETC」（道路交通系統，2001年）
- LIFE（日语：ライフカード） 「LIFE CARD」（金融，2003年）
- Yahoo！BB（日语：Yahoo! BB）（網際網路供應商，2003年）
- dip（日语：ディップ (企業)）（就職情報，2003年）
- 京王集團（京王電鐵，2006年）
- 可口可樂（飲料，2006年—）
- DeNA「Mobage Town」（行動電話網站，2008年）
- 興和（胃腸藥，2009年）
- 龜甲萬（調味料，2010年）
- LIXIL（建築材料、住宅設備製造商，2012年—）
- Niko and...（時尚，2012年）
- 高知縣「高知家」（行政，2013年—）
- GREE（日语：グリー (企業)）「魔物獵人 Roar of Cards」（行動電話網站，2014年）
- SUNTORY （2016年） [133]
- 樂天（2016年）[134]
  - 樂天保險篇、篇、篇、篇（2020年1月14日—）[135]
  - 樂天行動（2021年6月3日—）[136]
- CHINTAI（日语：CHINTAI）、『Woman.CHINTAI』（2018年1月4日—）[137]
- SEGA Sammy控股「帕樂達斯城」『廣末涼子×ROSE&BUTTERFLY篇』、『廣末涼子×BIRD&FISH篇』（2018年10月—）[138]
- TORIKO「FUJIMI」篇（2021年6月14日—）[139]
- 小學館（2021年12月15日—）[j]
- 日本麥當勞「培根馬鈴薯派」篇（2022年4月）
- EDWIN（日语：エドウイン）「EDWIN 503」（2022年9月—2023年6月）[k]
- LegalForce（2022年11月—2023年6月）[142]
- GODIVA JAPAN 情人節系列「旋轉木馬格子鬆餅系列」[l]（2023年1月6日—2023年2月）[143]
- 日本和裝（日语：日本和装ホールディングス）（2023年1月—2023年6月）

## 音樂

### 單曲
1. 認真戀愛五秒前/迷惑（日语：MajiでKoiする5秒前/とまどい）（1997年4月15日）
  - 作詞、作曲：竹內瑪莉亞，編曲：藤井丈司（日语：藤井丈司），弦樂編排：服部隆之
  - NTT DOCOMO「傳呼機」廣告歌曲、富士電視台系列「週四怪談'97（日语：木曜の怪談） 惡靈學園」主題歌
2. 好喜歡！（日语：大スキ!）（1997年6月25日）
  - 作詞、作曲：岡本真夜，編曲：藤井丈司
  - 朝日飲料「三矢梳打」廣告歌曲
3. 風中的三角鏡（日语：風のプリズム）（1997年10月15日）
  - 作詞、作曲：原由子，編曲：藤井丈司，弦樂編排：島健（日语：島健）
  - 味之素廣告歌曲
4. summer sunset（日语：summer sunset）（1998年5月13日）
  - 作詞、作曲：廣瀨香美，編曲：藤井丈司
  - TBS系列《國王的午餐（日语：王様のブランチ）》片尾主題曲、朝日飲料「三矢白梳打」廣告歌曲
5. Jeans（日语：ジーンズ (広末涼子の曲)）（1998年10月7日）
  - 作詞：相田毅，作曲、編曲：朝本浩文（日语：朝本浩文）
  - 讀賣電視台、日本電視台系列動畫《金田一少年之事件簿》片尾主題曲。這首歌的名字來自於的複數。
6. 朝向明天（日语：明日へ (広末涼子の曲)）（1999年2月3日）
  - 作詞、作曲：岡本真夜，編曲：有賀啓雄（日语：有賀啓雄）
  - 櫻花銀行廣告歌曲、TBS系列《Wonderful（日语：ワンダフル (テレビ番組)）》片尾主題曲
7. 果實（日语：果実 (広末涼子の曲)）（2000年11月8日）
  - 作詞：micco，作曲：菊池達也，編曲：CHiBUN
8. 你的笑容（キミの笑顔）（2020年12月4日）[144] ※網路數位單曲
  - 作詞、作曲：竹內瑪莉亞，編曲：增田武史（日语：増田武史）
  - NHK《大家的歌（日语：みんなのうた）》放送曲（2020年12月—2021年1月）動畫配樂

### 專輯
- ARIGATO！（日语：ARIGATO!）（1997年11月19日）
  - 樂曲由竹內瑪莉亞、原由子、岡本真夜、奧居香（日语：岸谷香）、高浪敬太郎（日语：高浪慶太郎）等人提供。
- WINTER GIFT '98 Happy Songs & Music Clips（日语：WINTER GIFT '98 Happy Songs & Music Clips）（1998年10月31日）
  - 迷你專輯+音樂剪輯。
- private（日语：private (広末涼子のアルバム)）（1999年2月17日）
  - 其中包括椎名林檎作詞作曲的「Private」以及廣末涼子親自填詞的歌曲。
- RH DEBUT TOUR 1999（日语：RH DEBUT TOUR 1999）（1999年5月26日）
  - 現場專輯+現場影片。包含1999年2月首次現場表演的鏡頭。
- RH Singles&...（日语：RH Singles&...）（1999年11月25日）
  - 精選專輯。
- RH Remix（2001年8月29日）
  - 混音專輯。混音師包括會田茂一（日语：會田茂一）（EL-MALO、FOE（日语：會田茂一））、岸田繁（日语：岸田繁）（團團轉樂團）、谷中敦（日语：谷中敦）（東京斯卡樂園管絃樂團）。
- 廣末涼子 Perfect Collection（広末涼子 Perfect Collection）（2002年2月27日）
  - 精選專輯（3枚組）。收錄由東京斯卡樂園管絃樂團製作的新歌。
- RH Singles&... ～edition de luxe～（日语：RH Singles&...）（2013年9月25日）

### 錄影帶
- 廣末涼子 WONDERFUL STORY（1997年）
- 廣末涼子快照寫真錄影帶「Making of R.H.」（1998年）

### DVD
- 廣末涼子與海豚共度5天（2002年）
- 廣末涼子 紐約 RH Avenue 2003（2003年）
  - 附DVD的寫真集

### 音樂會
- RH DEBUT TOUR 1999（1999年2月）
  - 巡迴在全國3個地方舉行，共4天：日本武道館（2天）、名古屋彩虹廳（日语：名古屋市総合体育館）、大阪城展演廳。

## 書籍
- 《HIATARI RYO-KO-》（1999年7月，WANI BOOKS（日语：ワニブックス））ISBN 978-4847013126
- 《廣末》（1999年10月，角川書店）ISBN 978-4048835954
- 《廣末的思考地圖幸福的樣子》（2022年，寶島社）ISBN 978-4299014375

### 寫真集
- 《R》（1996年9月30日，集英社，攝影：齊藤清貴）ISBN 978-4087802276
- 《H》（1996年9月30日，集英社，攝影：齊藤清貴）ISBN 978-4087802283
- 《No Make》（1998年4月24日，集英社，攝影：熊谷貫）ISBN 978-4087802733
- 《廣末涼子明信片書/FLaMme》（1998年12月1日，集英社，攝影：熊谷貫）ISBN 978-4087802917
- 《relax》（1999年3月，WANI BOOKS（日语：ワニブックス），攝影：森川昇）ISBN 978-4847025259
- 《廣末涼子CF Speical》（雙葉社 Super Mook）（1999年6月，雙葉社）ISBN 978-4575471748
- 《關於電影《祕密》的一切—Le secret》（1999年9月，文藝春秋，攝影：山川雅生、野上哲夫，文藝春秋寫真部）ISBN 978-4163636603
- 《20世紀的鄉愁 攝影日記 從廣末涼子到遠山杏》（1997年4月，德間書店）ISBN 978-4198606893
- 《ELECTRONiC FAiRYTALE—行星的少女》（2000年8月，角川書店，攝影：NAKANO MASATAKA）ISBN 978-4048532099—與石田未來（日语：石田未来）、吉野紗香（日语：吉野紗香）、石川亞沙美（日语：石川亜沙美）、野村佑香（日语：野村佑香）、奈良沙緒理共演。
- 《Teens—1996-2000》（2000年7月，集英社，攝影：丸谷嘉長）ISBN 978-4087803129
- 《Happy20thBirthday 廣末，20歲。》（MAGAZINE HOUSE popeye）（2000年8月，MAGAZINE HOUSE，攝影：藤代冥砂（日语：藤代冥砂））ISBN 978-4838782826
- 《HIROSUE in WASABI―電影《極速追殺令》完美視覺書》（2002年1月，集英社，編輯：週刊Young Jump）ISBN 978-4087803488
- 《廣末涼子NEWYORK RH Avenue 2003（2003年6月5日，enterbrain，攝影：丸谷嘉長）ISBN 978-4757714755
- 《sketch》（2004年2月，小學館，攝影：齋藤清貴）ISBN 978-4093874915
- 《TRIANGLE PHOTOGRAPHS 廣末涼子 In Triangle》（2009年2月28日，扶桑社，攝影：丸谷嘉長）ISBN 978-4594058944
- 《IQUEEN VOL.3 廣末涼子（PLUP SERIES）》（2011年11月22日，PARCO，攝影：舞山秀一（日语：舞山秀一））ISBN 978-4891949181

### 相關書籍
- 原將人（日语：原將人）《20世紀的鄉愁》（1997年7月，扶桑社）ISBN 978-4594022853

## 腳註

## 外部連結
- 官方网站 （日語）
- 廣末涼子的Instagram帳戶 （日語）
- 廣末涼子 （日語）—電視劇檔案資料庫（日语：テレビドラマデータベース）
- 廣末涼子 （日語）—KINENOTE
- 廣末涼子 （日語）—NHK人物錄（日语：NHKアーカイブスポータル）
- 廣末涼子 （日語）—日本藝人名鑑（日语：日本タレント名鑑）